# 1633

## Esdeveniments
- 22 de juny: Galileu és obligat a retractar-se de l'heliocentrisme. Els càrrecs que se li imputaven eren: sostenir decididament que la Terra es mou i el Sol roman estàtic; atribuir erròniament els fenòmens de les marees a l'estaticitat del Sol i al moviment de la Terra; mantenir un mutisme dolós sobre allò que se li va ordenar el 1616: que des d'aquell moment s'abstingués de mantenir, ensenyar o defensar aital opinió, ja fos verbalment o per escrit.[1]
- Expulsió dels missioners d'Etiòpia

## Naixements
Països Catalans
Resta de món
- 26 de març - Barrow, Anglaterra: Mary Beale, pintora anglesa, retratista, considerada la primera dona pintora professional (m. 1699).[2]
- 15 de novembre - Deventer: Gesina ter Borch, escriptora i pintora del Segle d'or neerlandès (m. 1690).

## Necrològiques
Països Catalans
Resta de món
- 11 de febrer, Badr: Safi al-Din Muhammad ibn Fahd al-Makrami, daï ismaïlita al Iemen.
- 1 de març, Bemerton, Wiltshire (Anglaterra): George Herbert, prevere anglicà gal·lès, poeta en anglès (n. 1593)[3]
- 4 de setembre, Hackness, Scarborough: Margaret Hoby, primera dietarista anglesa (n.1571).[4]

## Referències

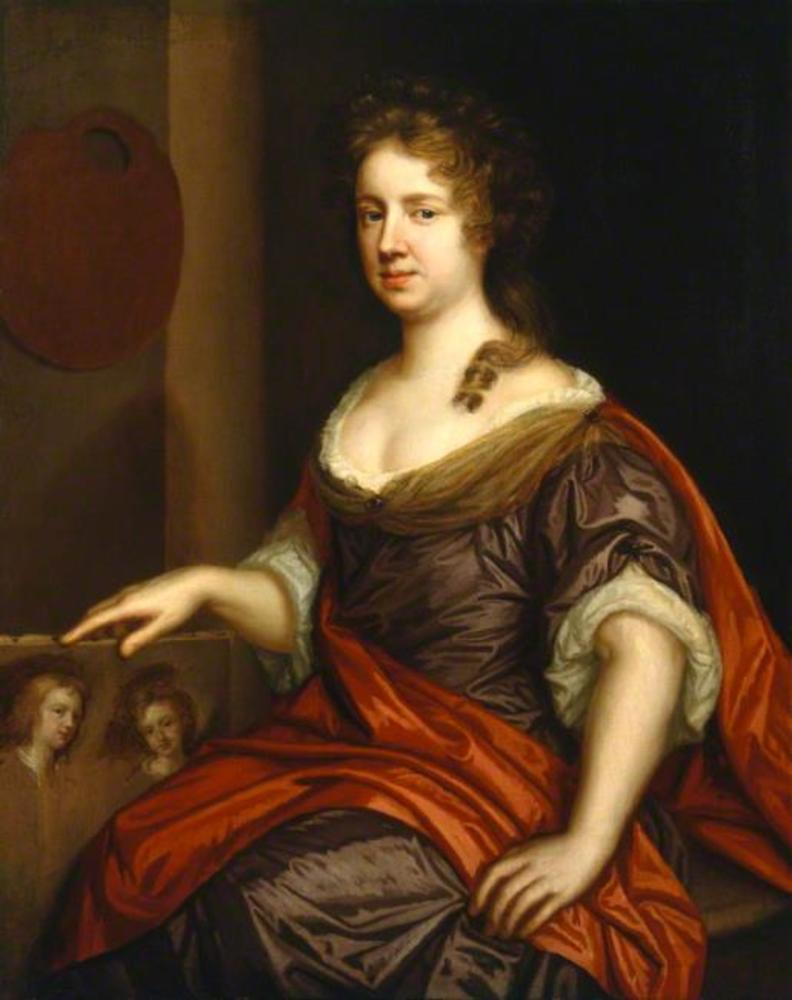
Mary Beale

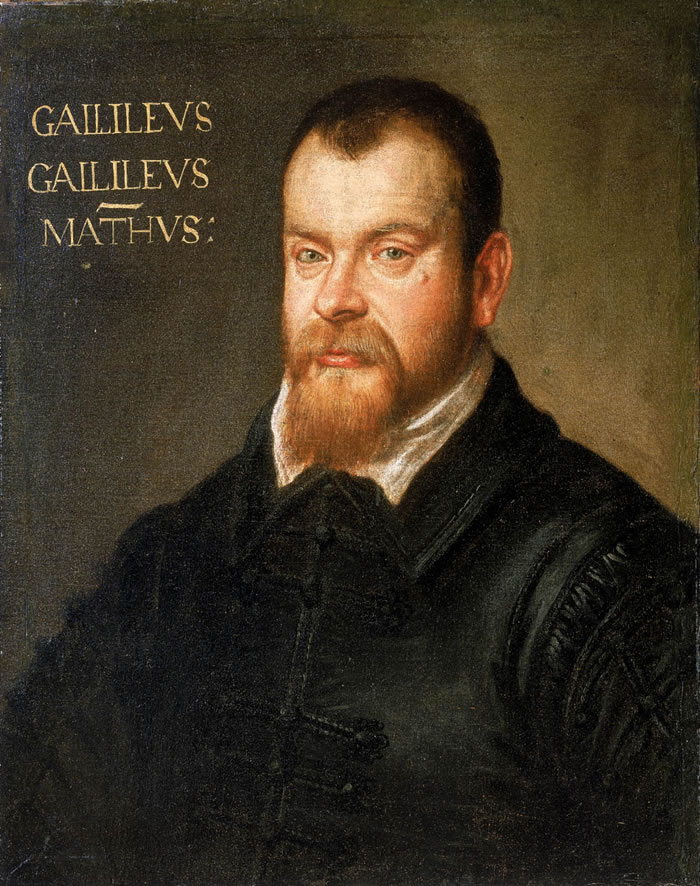
Galileu